# Răcășdia

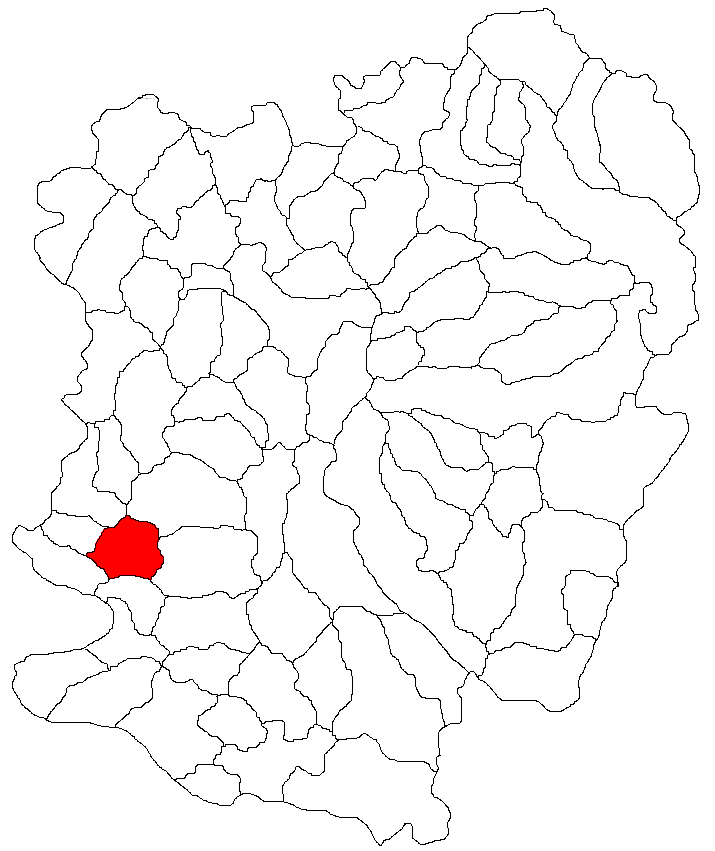
Lage der Gemeinde Răcășdia im Kreis Caraș-Severin

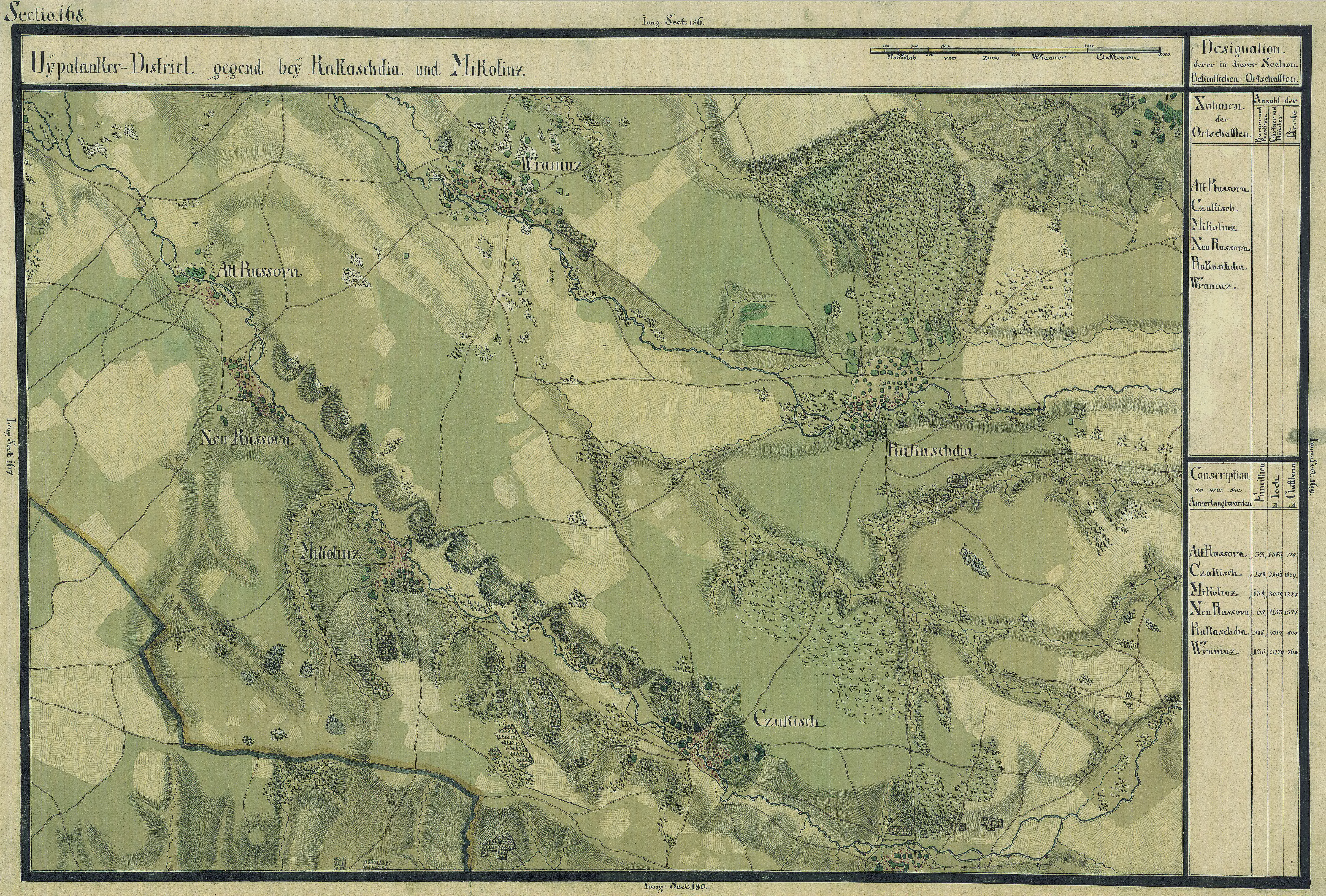
Răcășdia auf der Josephinischen Landaufnahme

Răcășdia (auch Răcăștii; deutsch Rakaschdia oder Rakastia, ungarisch Rakasd auch Rakasdia) ist eine Gemeinde im Kreis Caraș-Severin in der Region Banat in Rumänien. Zur Gemeinde Răcășdia gehört auch das Dorf Vrăniuț.

## Geografische Lage
Răcășdia liegt im Südwesten des Kreises Caraș-Severin, an der Bahnstrecke Oravița-Baziaș, der ersten Eisenbahnstrecke des Landes, die zwischen 1846 und 1854 errichtet wurde und an der Nationalstraße DN57 Moravița-Orșova. Răcășdia befindet sich in 65 km Entfernung von Reșița, sieben km von Oravița und 45 km von Moldova Nouă.

## Nachbarorte
| Vrani        | Vărădia                                     | Oravița        |
| Berliște     | Kompassrose, die auf Nachbargemeinden zeigt | Ciclova Română |
| Rusova Veche | Ciuchici                                    | Socolari       |

## Geschichte
Der Name der Ortschaft kommt von dem Bach Răcășdiuța, der das Dorf durchquert und der Flussname leitet sich von Rac (Flusskrebs) ab, von denen der Fluss reichlich besiedelt war. Eine erste urkundliche Erwähnung stammt aus dem Jahr 1440. In alten kirchlichen Dokumenten ist Racajdia und Racajtia anzutreffen.
1690 erwähnte Pesty Frigies Răcăștia in der „Geschichte des Severiner Banats“. Im Laufe der Jahrhunderte treten verschiedene Schreibweisen des Ortsnamens in Erscheinung: Rakastia (1569), Rakustia (1717), Rakastie (1749), Rakasztia (1785), Rakasdia (1828).
Auf der Josephinischen Landaufnahme von 1717 ist Rakaschdia eingetragen. Nach dem Frieden von Passarowitz (1718) war die Ortschaft Teil der Habsburger Krondomäne Temescher Banat.
Der Vertrag von Trianon am 4. Juni 1920 hatte die Dreiteilung des Banats zur Folge, wodurch Răcăștii an das Königreich Rumänien fiel. Am 3. Juni 1933 besuchte König Carol II. Răcășdia in Begleitung des Kronprinzen Mihai I. Mit dieser Gelegenheit legte der König selbst den Grundstein des Kulturhauses und spendete eine erhebliche Summe Geld für dessen Bau.

## Bevölkerungsentwicklung
| 1880 | 4680 | 4597 | 29 | 42 | 12             |
| 1910 | 4532 | 4388 | 40 | 42 | 62             |
| 1930 | 3976 | 3843 | 11 | 42 | 80             |
| 1977 | 2374 | 2216 | 3  | 7  | 148            |
| 2002 | 2180 | 1732 | 14 | 7  | 427            |
| 2011 | 1976 | 1417 | 2  | 2  | 555 (439 Roma) |
| 2021 | 1930 | 1262 | 2  | -  | 666 (533 Roma) |